# 旺村站
旺村站是廣州地鐵14號線知识城支线的一座車站，位於中國廣東省廣州市黄埔區知识大道凤湖一路口北侧的地底。2017年12月28日随14号线知識城支線通车而启用。

## 車站結構

### 車站樓層
本站共有兩層，地面为车站各出入口，周边為知识大道、凤湖一路、凯丰路、开放一路、广州绿地城及附近其它建築，地下一層为站厅层，地下二層為14號綫月台。
| 地下一层 | 站厅                       | 售票機、客服中心、商店、警务室、安检设施 |  |  |
| 地下二层 | 2 站台                     | █14号线 新和方向（下站：何棠下）         |  |  |
|          | 岛式站台（卫生间、母婴室） |                                          |  |  |
|          | 1 站台                     | █14号线 镇龙方向（下站：汤村）           |  |  |

### 站厅

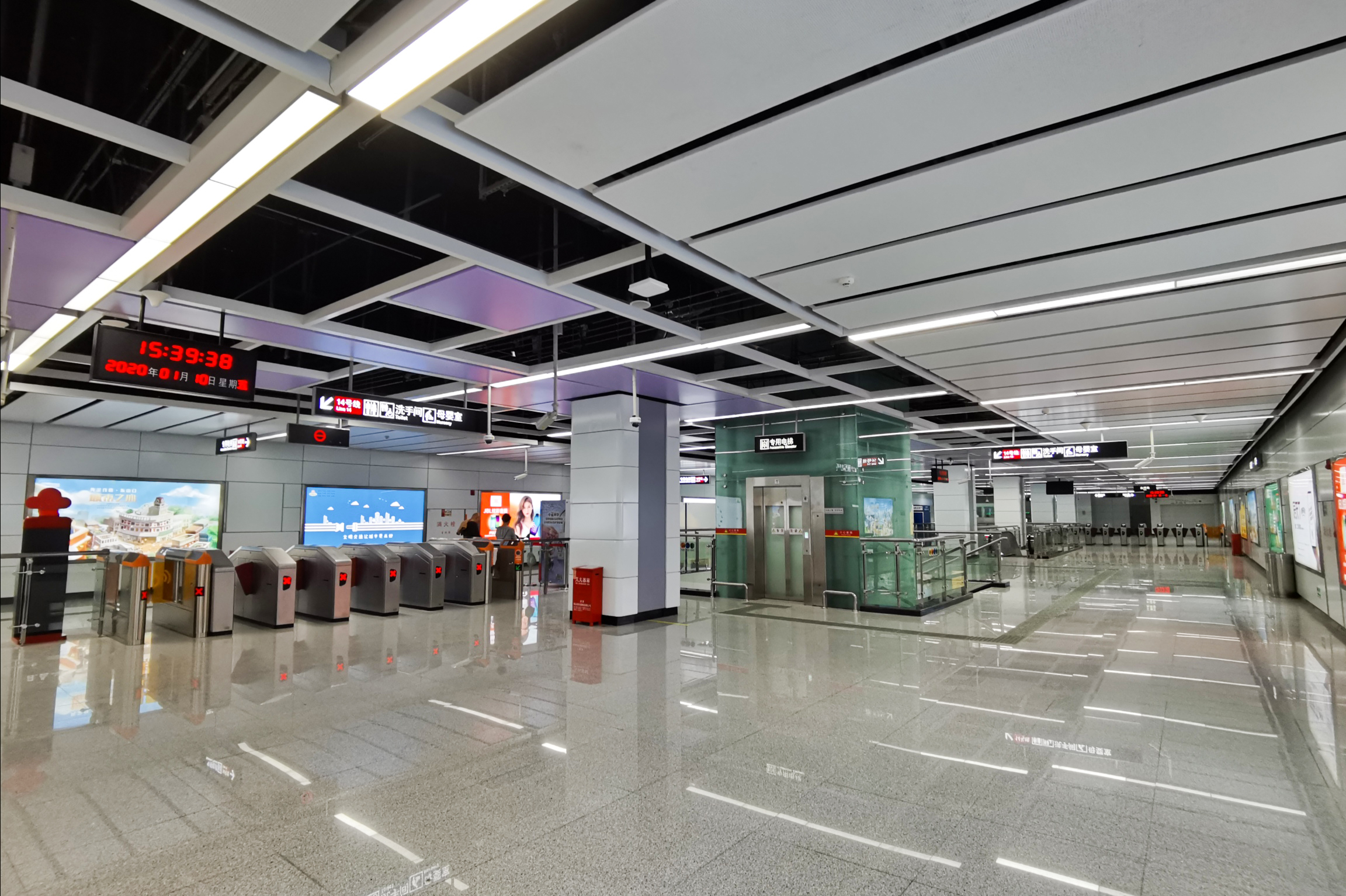
站厅

旺村站站厅設有售票機及客務中心，亦设有自动照相机和自动售卡/充值机等设施。
为方便行人进出，旺村站站厅西侧被划分为收费区，收费区内设有一台专用电梯，以及多部扶手电梯和楼梯供乘客来往于站厅及月台层。

### 月台
本站設有一個島式月台，位於知识大道地底。本站的卫生间以及母婴室设于站台往镇龙方向的一侧。

1号站台全景图

另外，本站北端设有一组单渡线。

### 出入口
旺村站目前设有3个出入口供乘客进出。本站亦设有连接合景悠方商场的合建出入口，该口于2024年5月28日启用。
|                                           |                                                       |      |          |                              |
| 編號                                      | 设施                                                  | 照片 | 出口指示 | 建議前往的目的地             |
| A                                         | 盲道标志 · 升降机标志 · 无障碍通道标志 · 扶手电梯标志 |      | 知识大道 | 地铁旺村站公交车站（东南行） |
| B                                         | 盲道标志 · 扶手电梯标志                               |      | 知识大道 | 地铁旺村站公交车站（西北行） |
| C                                         | 盲道标志 · 扶手电梯标志                               |      | 知识大道 |                              |
| 註： 設有 \| 設有 \| 設有 \| 設有扶手電梯 |                                                       |      |          |                              |

## 接驳交通
| \| 编号 \| 编号 \| 线路 \| 线路 \| 线路 \| 收费 \| 运营商 \| 备注 \| \| ---- \| ----- \| ------------------------ \| ---- \| ------------------------ \| ---- \| -------- \| ---------------- \| \| \| 345 \| 家和天曜 \| ⇆ \| 知识城南（地铁何棠下站） \| 3元 \| 珍宝巴士 \| 不大于15–30分/班 \| \| \| 365 \| 黄埔低空经济创新中心 \| ⇆ \| 知识城南（地铁何棠下站） \| 3元 \| 珍宝巴士 \| 不大于25分/班 \| \| \| 370 \| 科教城西公交总站 \| ⇆ \| 创新大道（万科幸福荟） \| 3元 \| 巴士四分 \| 30分/班 \| \| \| 456 \| 九龙镇政府 \| ↺ \| 地铁旺村站 \| 2元 \| 巴士四分 \| \| \| \| 534 \| 镇龙新总站 \| ↻ \| 地铁旺村站 \| 2元 \| 巴士四分 \| \| \| \| 夜126 \| 地铁镇龙站 \| ⇆ \| 地铁红卫站 \| 3元 \| 巴士四分 \| 370路附属线路 \| \| \| 夜130 \| 知识城南（地铁何棠下站） \| ↺ \| 知识城南（地铁何棠下站） \| 3元 \| 珍宝巴士 \| 352A路附属线路 \| |       |                          |      |                          |      |          |                  |
| 编号 | 编号  | 线路                     | 线路 | 线路                     | 收费 | 运营商   | 备注             |
| | 345   | 家和天曜                 | ⇆    | 知识城南（地铁何棠下站） | 3元  | 珍宝巴士 | 不大于15–30分/班 |
| | 365   | 黄埔低空经济创新中心     | ⇆    | 知识城南（地铁何棠下站） | 3元  | 珍宝巴士 | 不大于25分/班    |
| | 370   | 科教城西公交总站         | ⇆    | 创新大道（万科幸福荟）   | 3元  | 巴士四分 | 30分/班          |
| | 456   | 九龙镇政府               | ↺    | 地铁旺村站               | 2元  | 巴士四分 |                  |
| | 534   | 镇龙新总站               | ↻    | 地铁旺村站               | 2元  | 巴士四分 |                  |
| | 夜126 | 地铁镇龙站               | ⇆    | 地铁红卫站               | 3元  | 巴士四分 | 370路附属线路    |
| | 夜130 | 知识城南（地铁何棠下站） | ↺    | 知识城南（地铁何棠下站） | 3元  | 珍宝巴士 | 352A路附属线路   |

## 历史
知识城线规划初期并无本站，直至2013年才确定新增。
2015年2月10日，本站开始浇筑第一层冠梁及砼支撑。2016年1月28日，本站主体结构封顶。2017年12月28日，本站随14号线知识城线开通而启用。2019年12月20日，本站A口启用。